# Baťa Čauk (stanice metra ve Faridábádu)
Baťa Čauk (hindsky बाटा चौक, překladem Baťovo náměstí, anglicky Bata Chowk) je nadzemní stanice na Fialové lince metra ve městě Farídábád, otevřená 6. srpna 2015. Fialová linka (Violet Line) vede z indického hlavního města Dillí až do města Faridábádu. Stanice byla pojmenována po českém podnikateli Tomáši Baťovi, zakladateli obuvnického koncernu. Firma Baťa má poblíž zastávky továrnu.
Stanice Bata Chowk je zatím předposlední stanicí na fialové lince, mezi stanicemi Neelam Chowk Ajronda a Escorts Mujesar.

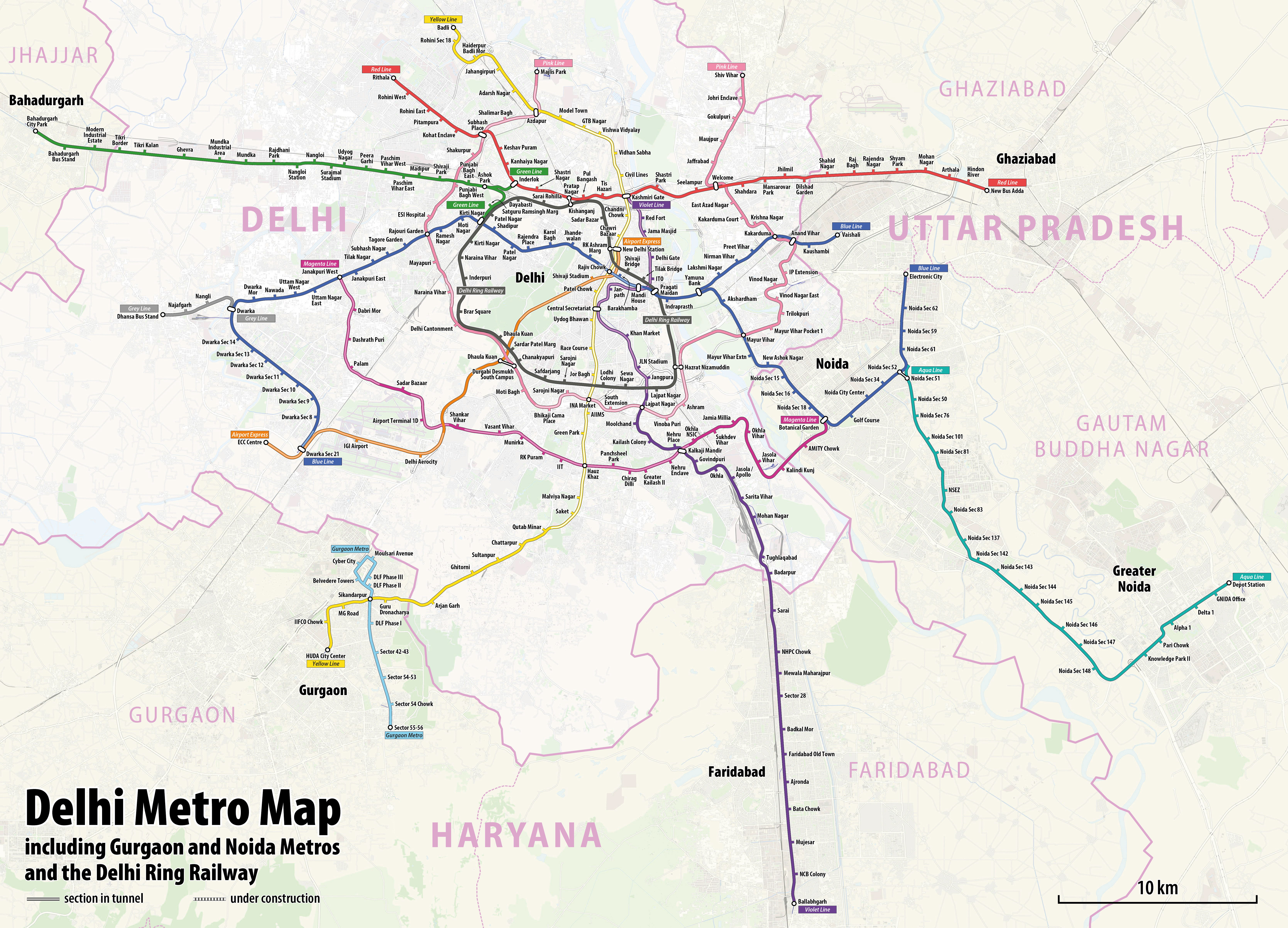
Schéma linek metra v Dillí, třetí fáze výstavby